# Damien Saez
Damien Saez, noto anche con lo pseudonimo di Saez (San Giovanni di Moriana, 1º agosto 1977), è un cantautore francese nato da madre algerina e padre spagnolo.
Visse nel paese natio fino a 3-4 anni, quando andò a vivere a Marsiglia, quindi, a 8 anni, a Digione.
In questa città iniziò gli studi musicali, in particolare dedicandosi al pianoforte, per il quale conseguì il diploma a 17 anni; nel frattempo aveva cominciato ad interessarsi alla chitarra.
Quando, nel 1995, si staccò da gruppi cover dei Pink Floyd, dette principio alla sua carriera musicale vera e propria, e sempre durante questo anno si trasferì a Parigi, dove ha incontrato Marcus Bell; questi compone con Saez il complesso attuale.
La sua musica risente delle influenze di diversi gruppi rock: i già citati Pink Floyd, i Led Zeppelin, i Doors, ed i più recenti U2, Blur e Radiohead; in realtà Saez è un artista alquanto eclettico che svari tra diversi generi musicali.
Questo artista è particolarmente rinomato per la qualità dei testi, che risentono della ammirazione che Saez ha per il maggiore cantautore francese, Georges Brassens; le canzoni trasmettono spesso messaggi di sferzante critica sociale.

## Discografia
- 1999: Jours étranges
- 2000: God Blesse (doppio album)
- 2004: Debbie
- 2008: Varsovie-L'Alhambra-Paris (triplo album)
- 2009: A Lovers Prayer, pubblicato con lo pseudonimo di Yellow Tricycle
- 2010: J'accuse
- 2012: Messina (triplo album)
- 2013: Miami